# Фарманфармаиан, Абдул-Азиз
Абдул-Ази́з Мирза́ Фарманфармаиа́н (перс. عبدالعزیز فرمانفرمائیان‎; 1920—2013) — иранский архитектор, автор проекта ряда зданий и построек.

## Биография
Абдул-Азиз Фарманфармаиан родился в 1920 году в одном из крупнейших городов Ирана — Ширазе, на юге страны. Являлся десятым сыном иранского государственного деятеля, визиря (премьер-министра) каджарского Ирана при Султан Ахмад-шахе — Абдул-Хоссейна Мирзы Фарманфармы. Во время рождения Абдул-Азиза, его отец являлся валием (губернатором) остана (провинции) Фарс, административным центром которого является город Шираз.
В 1928 году, когда Фарманфармаиану было всего восемь лет, он был отправлен на учёбу во Францию. Во Франции Абдул-Азиз остался до 1938 года, где учился сначала в начальной, а потом в средней школе Lycée Michelet в Париже. В 1935 году короткое время побывал в своей родине — Иране. В 1938 году он получил степень бакалавра. Наставником Фарманфармаиана и его троих братьев являлся французский писатель и философ Дезире Рустан, которого для своих сыновей нанял их отец.
Серьёзное обучение архитектуре начал в парижской специальной школе архитектуры (École Spéciale d’Architecture). В этом учебном заведении он готовился для поступления в престижное французское учебное заведение — Школу изящных искусств (École des Beaux-Arts).
После начала Второй мировой войны Фарманфармаиан временно приостановил учёбу и вернулся в Иран в 1940 году. На родине он пробыл до 1945 года, до окончания Второй мировой войны. Во время пятилетнего пребывания в Иране Фарманфармаиан работал в муниципалитете Тегерана, в Министерстве культуры Ирана и в некоторых других местах. Также во время пребывания в Иране в 1942 году он создал семью с Лейлой Гарагозлу, у которых[уточнить] впоследствии родился сын.
В 1945 году он уже вместе с женой и сыном вернулся во Францию, продолжил учёбу, и был принят на работу в ателье мсье Никота, которое находился в Национальной высшей школе изящных искусств в Париже. В 1950 году Абдул-Азиз окончательно вернулся в Иран, и поселялся в Тегеране. В Иране он работал в Тегеранском университете, где получил звание профессор, в департаменте строительства Ирана, которого впоследствии некоторое время возглавил.
В 1979 году, после начала Исламской революции в Иране, Абдул-Азиз Фарманфармаиан был вынужден покинуть свою страну. Сначала он поселился во Франции, а позднее переехал жить в Испанию, где и скончался в 2013 году, в возрасте 93 года.
Наиболее известными постройками авторства Фарманфармаиана являются стадион «Азади» (до исламской революции назывался «Арьямехр»), вмещающий 100 тысяч зрителей, тегеранский олимпийский центр, здание штаб-квартиры Национальной нефтяной компании Ирана (совместно с Яхъёй Эттехадие), а также несколько десятков зданий штаб-квартир крупных иранских государственных и частных компаний, корпораций и ведомств, ряд известных иранских отелей и ресторанов, здания учебных заведений и медицинских учреждений, скверы и другие объекты и постройки.
Одним из крупнейших и примечательных нереализованных проектов Абдул-Азиза Фарманфармаиана является новый генеральный план Тегерана. Данный план был принят и утвержден в 1968 году, и намечалось начало проекта. Проект представлял собой кардинальное изменение как минимум центральной части Тегерана, устранение проблем в связи с высокой плотностью, расширение города путем включения в него пригородных районов, устранение экологических, экономических и социальных проблем города, превратить Тегеран в один из самых развитых и прогрессивных городов мира. Проект намечался осуществить поэтапно в течение 25 лет. После исламской революции в 1979 году, проект был свернут со стороны нового правительства Ирана.